# Aleksiej Chomiakow
Aleksiej Stiepanowicz Chomiakow (ros. Алексей Степанович Хомяков, ur. 1 maja?/13 maja 1804 w Moskwie – zm. 23 września?/5 października 1860 w Iwanowskoje w guberni riazańskiej) – rosyjski poeta i dramaturg, publicysta, malarz, myśliciel prawosławny, jeden z twórców ideologii słowianofilstwa.
Od 1822 roku służył w wojsku rosyjskim. W 1828 wziął udział w wojnie rosyjsko-tureckiej.

## Dzieła

### Poezje
- Wiersze (1859)
- Rosji (1839)

### Tragedie
- Jermak (1826)
- Dymitr Samozwaniec (1832)
- Prokop Lapunow (1834)